# Mézery-près-Donneloye
Mézery-près-Donneloye är en ort i kommunen Donneloye i kantonen Vaud i Schweiz. Den ligger cirka 26 kilometer nordost om Lausanne. Orten har cirka 65 invånare (2020).
Orten var före den 1 januari 2008 en egen kommun, men inkorporerades då tillsammans med Gossens in i kommunen Donneloye.